# Dolmetschen

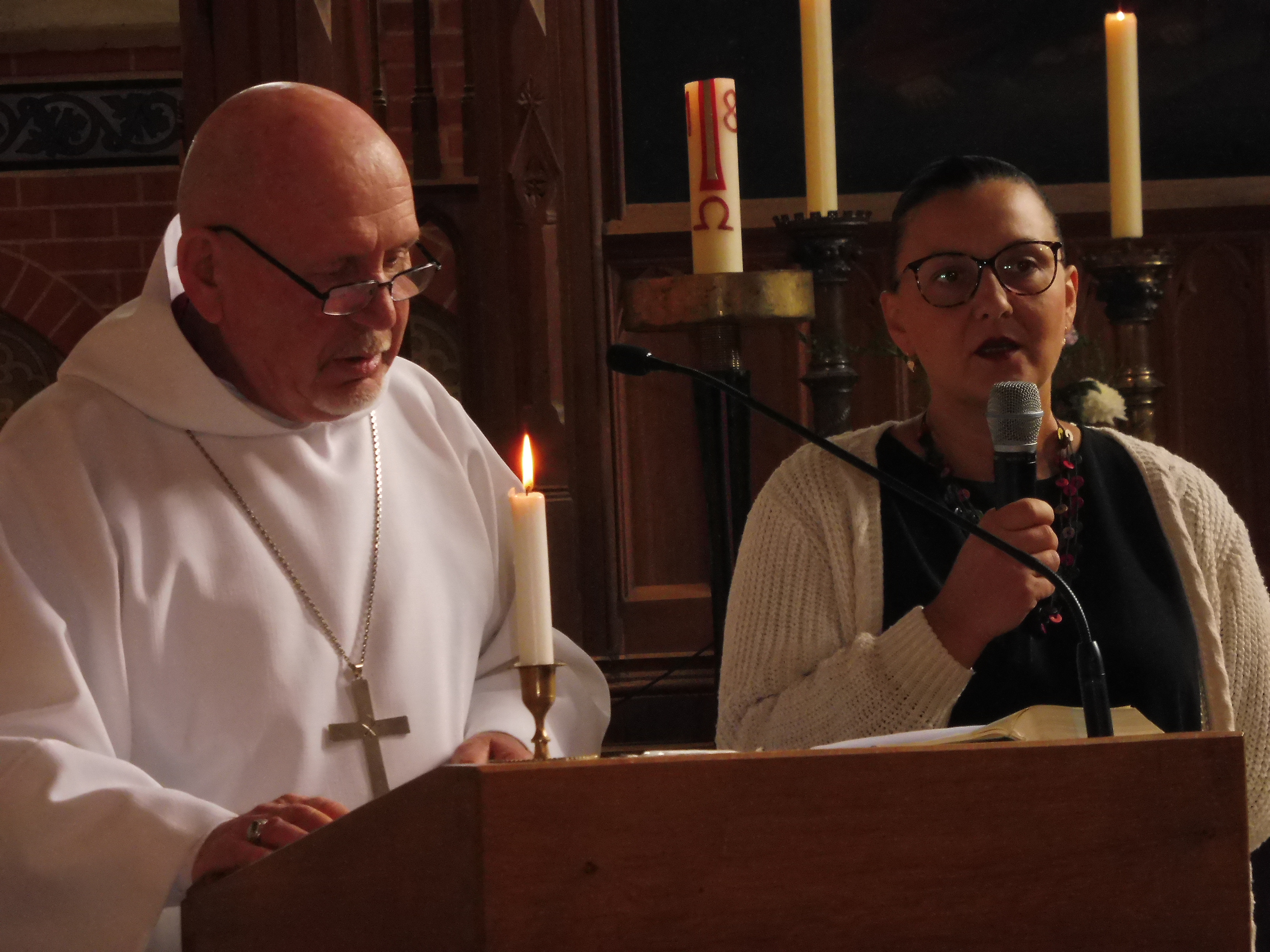
Predigt von Kasachstans Erzbischof Novgorodov, gedolmetscht von einer russischen Litauerin, Pfarrkirche St. Marien (Plau am See)

Das Dolmetschen fällt, wie auch das Übersetzen, unter den Oberbegriff der Sprach- und Kulturmittlung (Translation). Im Gegensatz zum Übersetzer im engeren Sinne überträgt der Dolmetscher im engeren Sinne einen nicht fixierten, also in der Regel gesprochenen Text mündlich oder mittels Gebärdensprache von einer Sprache in eine andere.

## Wortherkunft
Dem Wort Dolmetschen liegt das türkische Wort dilmaç (Vermittler, Mittelsmann zwischen zwei Parteien, die unterschiedliche Sprachen sprechen) zugrunde. Über das Slawische gelangte dieses Wort ins Deutsche. Im Sinne des schriftlichen Übersetzens wurde das Wort bereits durch Martin Luther 1530 im Sendbrief vom Dolmetschen gebraucht.

## Modi des Dolmetschens

### Simultandolmetschen
Das Simultandolmetschen ist ein noch relativ junger Dolmetschmodus. Im Einsatz zwischen Lautsprachen wird hierfür Konferenztechnik benötigt, wohingegen das Gebärdensprachdolmetschen zumeist ohne technische Ausstattungen auskommt. Beim Lautsprachdolmetschen sitzt der Dolmetscher in einer schallisolierten Dolmetschkabine und hört den Redner über Kopfhörer. Seine Verdolmetschung, die beinahe zeitgleich (also simultan) erfolgt, wird per Mikrofon übertragen und kann von den Konferenzteilnehmern wiederum über Kopfhörer gehört werden. Egal, ob das Simultandolmetschen zwischen Lautsprachen, Laut- und Gebärdensprachen oder zwischen Gebärdensprachen erfolgt, ist dieser Modus des Dolmetschens geistig (hohe Konzentration) wie physisch (stimmliche Belastung) sehr anstrengend und setzt eine ausgefeilte Dolmetschtechnik und hohe professionelle Kompetenz voraus. Aufgrund der hohen Belastung arbeiten Simultandolmetscher in der Regel in Teams von mindestens zwei Personen zusammen, die sich in gewissen Zeitabständen abwechseln.

### Konsekutivdolmetschen

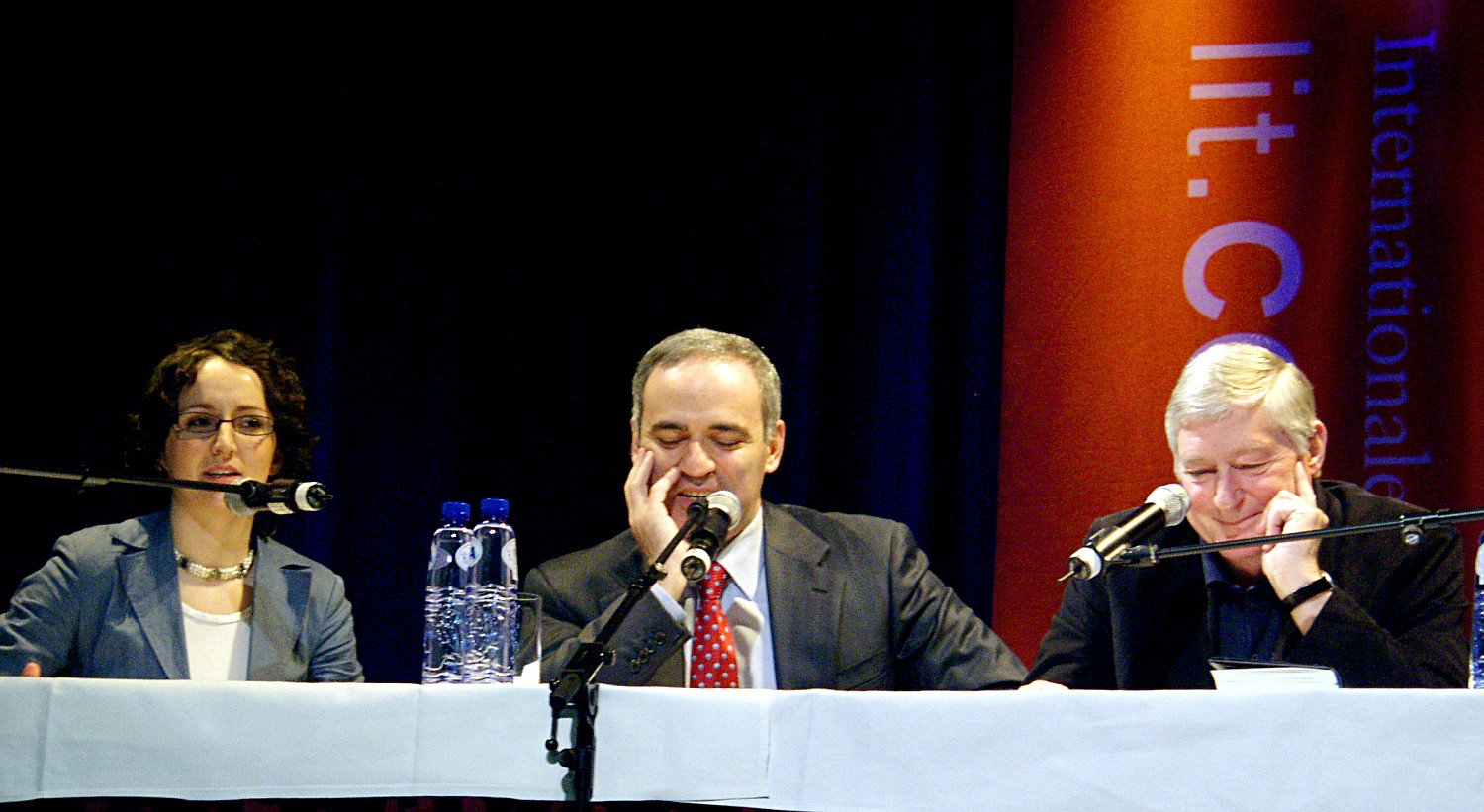
Vortrag eines Redeabschnitts von Garri Kimowitsch Kasparow durch eine Dolmetscherin bei einer Lesung auf der lit.Cologne 2007. Rechts: Klaus Bednarz

Das Konsekutivdolmetschen ist der älteste Dolmetschmodus. Die Verdolmetschung erfolgt zeitversetzt (konsekutiv): Der Dolmetscher macht sich, wenn nötig, während des Vortrags mit Hilfe seiner Notizentechnik Aufzeichnungen und produziert anschließend den zielsprachlichen Text. Die zielsprachliche Fassung sollte beim Konsekutivdolmetschen gestrafft und besonders gut strukturiert sein, um die Zuhörer zu entlasten, da dieser Dolmetschmodus die Vortragszeit wesentlich verlängert. Die einzelnen Textpassagen können unterschiedlich lang sein, umfassen jedoch gemeinhin einen längeren, inhaltlich zusammenhängenden Abschnitt.
Beim unilateralen Konsekutivdolmetschen wird nur in eine Sprachrichtung gedolmetscht und die zu dolmetschenden Textpassagen sind eher länger (in der Regel bis zu zehn Minuten).
Beim bilateralen Konsekutivdolmetschen, meist bilaterales Dolmetschen oder Gesprächsdolmetschen genannt, übernimmt ein Dolmetscher beide Sprachrichtungen und ermöglicht so die Kommunikation zweier Gesprächspartner, z. B. bei Interviews oder Verhandlungen. Die Abschnitte sind hier meist kürzer, so dass der Dolmetscher meist aus dem Gedächtnis arbeitet und nur teilweise auf Notizen zurückgreift.
Aufgrund des hohen Zeitbedarfs wird das Konsekutivdolmetschen heute nur noch selten bei Konferenzen eingesetzt. Häufiger ist es bei feierlichen Anlässen (z. B. Tischreden oder Empfängen), bei protokollarisch hochrangigen Ereignissen wie bilateralen Treffen von Staats- und Regierungschefs oder bei kulturellen Veranstaltungen wie Autorenlesungen oder Filmpremieren.

### Flüsterdolmetschen

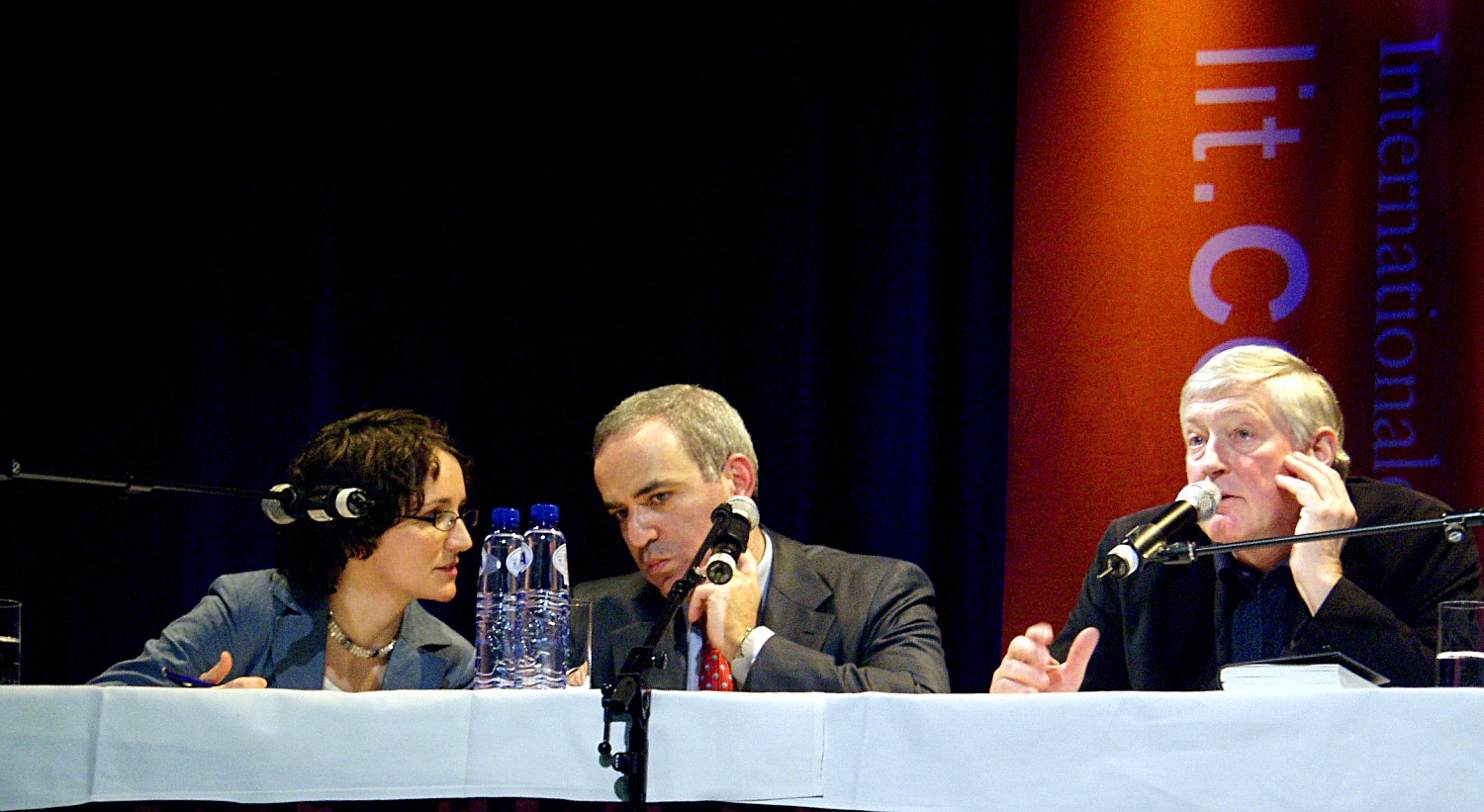
Flüsterdolmetschen: Eine Dolmetscherin (links) flüstert Garri Kasparow (Mitte) eine Übersetzung zu

Das Flüsterdolmetschen (auch Chuchotage, von frz. chuchoter für „flüstern“) ist eine Form des Simultandolmetschens, kommt jedoch ohne technische Hilfsmittel aus. Gedolmetscht wird für maximal zwei Personen. Der Dolmetscher sitzt zwischen oder hinter seinen Zuhörern und spricht ihnen die Verdolmetschung sehr leise zu. Dies ist für die Stimme überaus anstrengend und somit nur zeitlich begrenzt möglich.
Heute wird unter Flüsterdolmetschen auch die Zuhilfenahme eines drahtlosen Mikrofons und ca. 10–20 Funkempfänger verstanden. (Kompakte Sets können von entsprechenden Anbietern gemietet werden.) Der Simultandolmetscher sitzt in einem Bereich der entsprechenden Sprachgruppe und übersetzt die Originalsprache in die gewünschte Zielsprache, indem er ins Mikrofon flüstert. Für kleine Gruppen mag dieser Modus noch akzeptabel sein, bei mehreren Sprachen und einer größeren Anzahl von Zuhörern wird er jedoch unangenehm (Flüstern kann störend wirken).

### Gebärdensprachdolmetschen

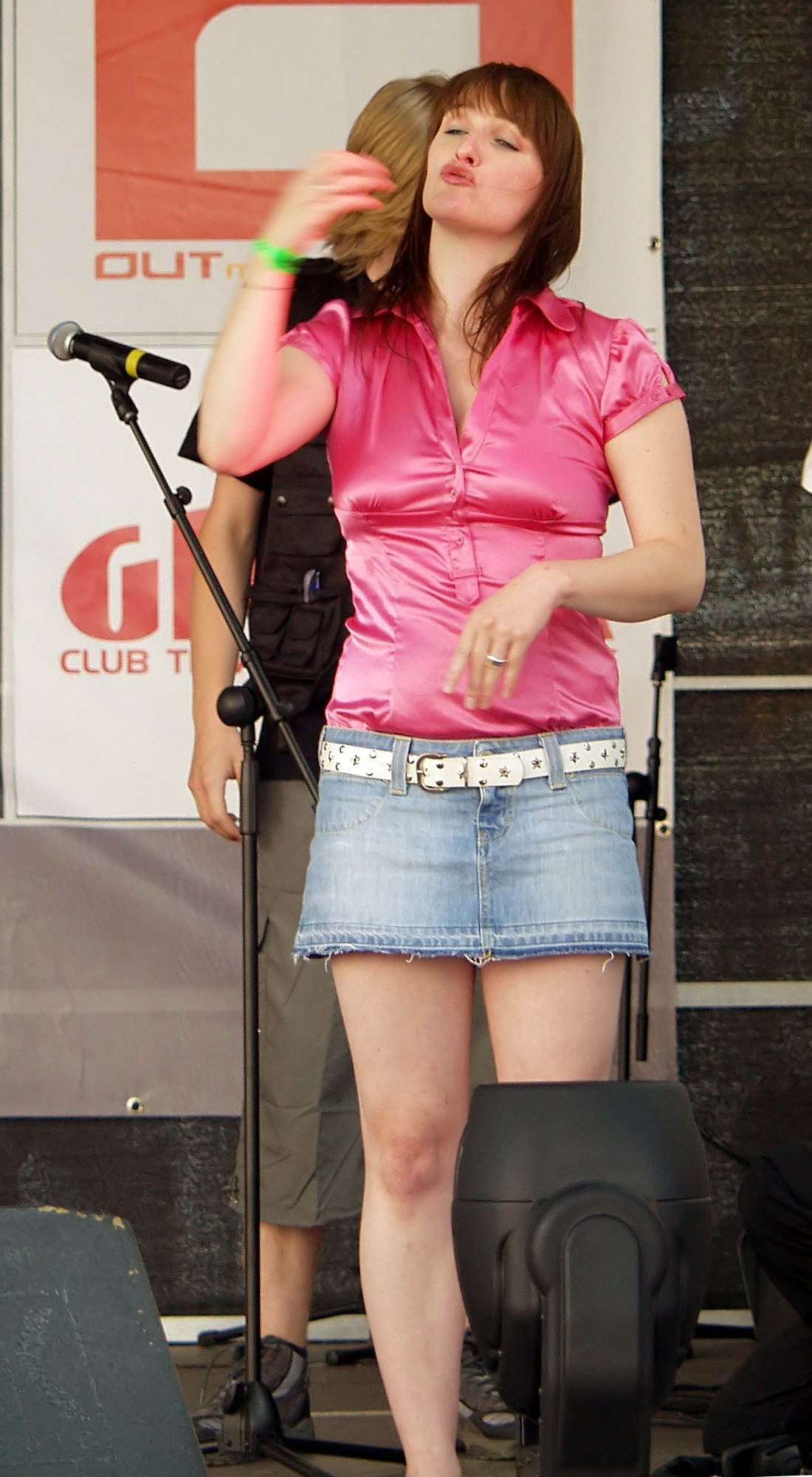
Gebärdensprachdolmetscherin auf einer Bühne beim CSD 2006 in Köln

Als Gebärdensprachdolmetschen wird das Dolmetschen von Lautsprachen in Gebärdensprachen und umgekehrt bezeichnet. Da es keine weltweite Gebärdensprache gibt, sondern jedes Land seine eigene Sprache besitzt, kann es auch zum Dolmetschen aus einer Gebärdensprache in eine andere kommen.

### Schriftdolmetschen
Als Schriftdolmetschen wird das Dolmetschen von Lautsprachen in geschriebene Sprache bezeichnet. Es handelt sich hierbei um unilaterales Dolmetschen. Hierbei kommen unterschiedliche Schriftdolmetschverfahren zum Einsatz. Siehe hierzu Schriftdolmetscher.

### Sonderformen

#### Relais
Als Relais-Modus (oder Leitkabinen-Modus) bezeichnet man beim Simultandolmetschen eine Arbeitsweise, bei der in der Leitkabine aus einer kleineren, wenig verbreiteten Sprache (bspw. Maltesisch) in eine „größere“ Arbeitssprache (bspw. Englisch oder Französisch) gedolmetscht wird, und zwar nicht nur für die Zuhörer, sondern auch als Ausgangstext für die anderen Dolmetschkabinen, die dann „von der Leitkabine abnehmen“ und in ihre jeweilige Konferenzsprache dolmetschen. Der Dolmetscher in der Leitkabine wird auch als Pivot (französisch für „Dreh- und Angelpunkt“) bezeichnet.

#### Retour
Als Retour-Dolmetschen bezeichnet man das Dolmetschen von der Muttersprache in die Fremdsprache.

## Arten des Dolmetschens

### Konferenzdolmetschen
Konferenzdolmetschen ist ein Oberbegriff für das Dolmetschen bei Konferenzen, z. B. bei internationalen Gipfeln oder Fachkongressen. Bei Konferenzen können verschiedene Dolmetscharten zum Einsatz kommen. Besonders häufig wird simultan gedolmetscht, es kann aber auch das Konsekutivdolmetschen oder das Flüsterdolmetschen zum Einsatz kommen, eine Spielart des Simultandolmetschens, bei der ohne technische Ausrüstung für sehr wenige Zuhörer gedolmetscht wird.

### Sonstige Formen
In jüngster Vergangenheit sind mit neuen Unterhaltungs- und Informationstechnologien sowie der Zunahme von Live-Auftritten im Kulturbereich (Festivals, Galas usw.) weitere Arten des Dolmetschens entstanden.
- Beim „Mediendolmetschen“ (eine Form des Simultandolmetschens) in Hörfunk und Fernsehen soll möglichst zeitnah gedolmetscht werden, damit kein Sendeloch entsteht. Die Stimmführung, die Intonation und der allgemeine Klang der Stimme spielen beim Mediendolmetschen eine besondere Rolle. So kommen als Mediendolmetscher eigentlich nur solche Dolmetscher in Frage, die entweder als „Naturtalente“ über diese zusätzlichen Qualifikationen verfügen oder an speziellen Stimmschulungen teilgenommen haben, da sie neben anderen professionellen Sprechern bestehen müssen.
- Für Dolmetschsituationen vor Publikum werden verstärkt „Bühnendolmetscher“ eingesetzt, die darüber hinaus oft eine Ausbildung als Moderator oder Journalist absolviert haben.
- Ein weiterer wichtiger Bereich ist das Dolmetschen bei Polizei und Gericht, siehe dazu Dolmetscher.

## Geschichte des Dolmetschens
Gedolmetscht wurde vermutlich schon bald nach der Entstehung der Sprache vor etwa 100.000 Jahren. Allerdings ist die Geschichte des Dolmetschens noch wenig erforscht. Hinweise auf Dolmetscher sind unter anderem aus dem ägyptischen Alten Reich, später auch aus dem antiken Griechenland und Rom bekannt.
Eine berühmte Figur in der Geschichte des Dolmetschens, an der sich immer wieder die Debatte über Rollen und Loyalitätsbeziehungen der Dolmetscher entzündet, ist die Aztekin Marina (La Malinche), die für Hernán Cortés dolmetschte und oft als Verräterin der Ureinwohner dargestellt wird.
In der europäischen Diplomatie gab es über die Jahrhunderte verschiedene Verkehrssprachen, in denen multilaterale Treffen abgehalten wurden. Französisch ist beispielsweise als Sprache der zwischenstaatlichen Beziehungen bis zum Ersten Weltkrieg bekannt. Bilaterale Treffen wurden jedoch auch mit Hilfe von Dolmetschern in den Sprachen der beiden Parteien abgehalten.
Um Dolmetscher für orientalische Sprachen zur Verfügung zu haben, tauschten europäische Regierungen lange Zeit Kinder (sogenannte „Sprachknaben“ oder enfants de langue) mit anderen Höfen aus, die dort aufwuchsen und die jeweilige Landessprache lernten.
Die oben beschriebenen Dolmetscharten bekamen erst im Verlauf des 20. Jahrhunderts ihre heutige Form. Das Simultandolmetschen (ausgenommen das Flüsterdolmetschen, das vermutlich schon eher entstand) ist die jüngste Dolmetschdisziplin. Simultandolmetscher wurden bei den Nürnberger Prozessen zum ersten Mal in größerem Umfang eingesetzt.
Ein bekannter Dolmetscher des 20. Jahrhunderts war Paul-Otto Schmidt, der im Dritten Reich im Auswärtigen Amt tätig war und nach dem Krieg das Sprachen & Dolmetscher Institut München (SDI) leitete.

## Verbände
- NAATI ist die australische nationale Standards- und Akkreditierungsstelle für Übersetzer und Dolmetscher. NAATI bietet Dienste Online und vor Ort an und möchte ein angesehener und anerkannter globaler Marktführer bei der Erbringung von Zertifizierungs-, Dolmetsch- und Übersetzungsdienstleistungen sein. Neun australische Regierungen besitzen das Unternehmen gemeinsam.[4]

- AIIC ist der einzige globale Verband für Konferenzdolmetscher. Gegründet 1953, er ist ein Vertreter für Konferenzdolmetscher und fördert einen Ethikkodex und professionelle Standards, an die sich die Mitglieder halten sollten. Ihr Sitz befindet sich in Genf (Schweiz). Bewerber müssen keine Prüfung als solche bestehen, sondern benötigen eine Mindestanzahl von Arbeitsstunden sowie eine Förderung.[5]